# جون بيركنز (لاعب اتحاد الرغبي)
جون بيركنز (بالإنجليزية: John Perkins)‏ هو لاعب اتحاد الرغبي بريطاني، ولد في 27 فبراير 1954.